# Nemoraea triangulata
Nemoraea triangulata là một loài ruồi trong họ Tachinidae.